# لورا سیگموند
 لورا سیگموند (آلمانی: Laura Siegemund؛ زادهٔ ۴ مارس ۱۹۸۸) یک تنیس‌باز اهل آلمان است.